# هيئة التضامن الأوروبي

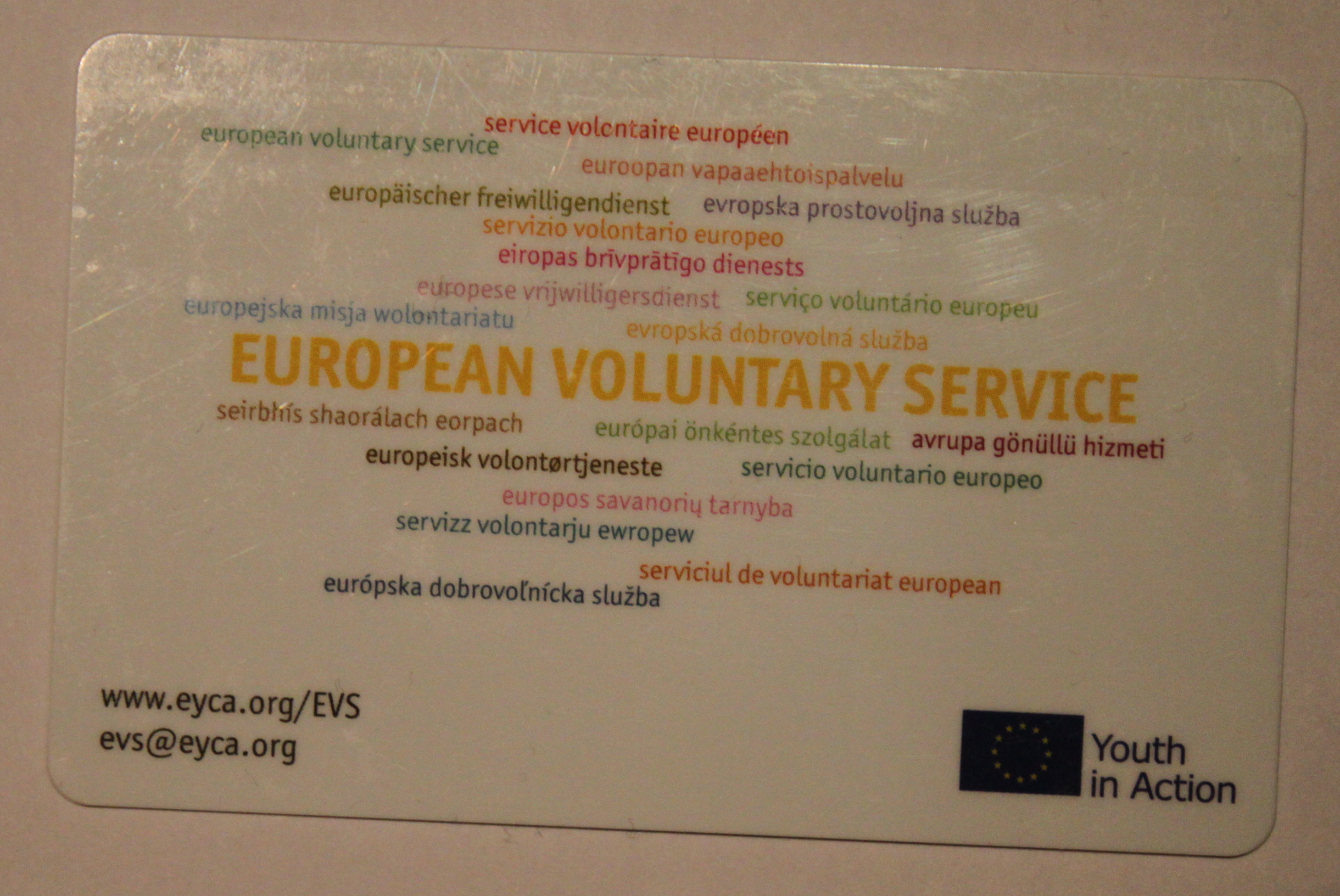

هيئة التضامن الأوروبي(بالإنجليزية:European Solidarity Corps) ، المعروف سابقًا باسم الخدمة التطوعية الأوروبية (European Voluntary Service (EVS ، هو برنامج تطوعي دولي من قبل المفوضية الأوروبية للشباب للذهاب إلى بلد آخر للعمل في قضية غير ربحية.
وجاءت EVS في المرتبة الثانية من بين «الإجراءات» الخمسة لبرنامج الشباب في الاتحاد الأوروبي وتديرها المديرية العامة للتعليم والثقافة التابعة للمفوضية الأوروبية.
تتمثل فكرة البرنامج في إرسال المتطوعين الذين تتراوح أعمارهم بين (18 و 30) عامًا إلى دولة أخرى، وتزويدهم بالوسائل الأساسية لإعالة أنفسهم أثناء إقامتهم (الإقامة، والطعام، والتأمين، وأجرة السفر، إلخ). يسهل البرنامج التطوع للمتطوعين الأوروبيين في أوروبا أو جميع دول العالم الأخرى، بالإضافة إلى المتطوعين من الدول الأوروبية الشريكة التي ستتطوع في دول الاتحاد الأوروبي.
يهدف البرنامج إلى أن يكون مفيدًا للمتطوعيين، وليس فقط كمنفعة للأشخاص الذين من المفترض أن يعمل معهم.
تفرض اللوائح أن يكون المتطوع يشغل منصبًا وظيفيًا كان سيشغله موظف بأجر. يشارك المتطوعون في مشاريع مفيدة للغاية، مثل: العمل مع الأشخاص ذوي الإعاقة أو مع المنظمات غير الحكومية المختلفة.